# La Mousson (film, 1949)
Pour plus de détails, voir Fiche technique et Distribution.
La Mousson (titre original : Barsaat) est un film indien réalisé par Raj Kapoor, sorti en 1949.

## Synopsis
L'histoire d'amour entre Pran et Reshma.

## Fiche technique
- Titre original : Barsaat
- Titre français : La Mousson
- Réalisation : Raj Kapoor
- Scénario : Ramanand Sagar
- Directeur de la photographie : Jal Mistry
- Musique : Jaikishan Dayabhai Pankal et Shankarsingh Raghuwanshi
- Montage : G.G. Mayekar
- Sociétés de production : R.K Films
- Pays d'origine :  Inde
- Langue originale : Hindi
- Format : Noir et blanc - 1.37 : 1 - Mono
- Genre : Drame, romance
- Durée : 2h51 minutes
- Date de sortie : 21 avril 1949

## Distribution
- Nargis : Reshma
- Raj Kapoor : Pran